# Węgielsztyn
Węgielsztyn (niem. Engelstein) – wieś w Polsce położona w województwie warmińsko-mazurskim, w powiecie węgorzewskim, w gminie Węgorzewo.
Przysiółkami wsi Węgielsztyn są Kraski i Klikucie (Tulejki (1947), Siecieszyn (1951), Klekuce (1994), Klekucie (1999)). Węgielsztyn posiada również kolonię (Kolonia Wiatrak).
W latach 1973–1976 miejscowość była siedzibą gminy Węgielsztyn. W latach 1975–1998 miejscowość administracyjnie należała do województwa suwalskiego.
Leży na wschodnim brzegu Jeziora Węgielsztyńskiego.

## Historia
Najstarsza miejscowość w powiecie węgorzewskim, założona przez wielkiego mistrza zakonu krzyżackiego Ulricha von Jungingena 6 września 1406 roku na 64 włókach.
Kościół w przeszłości pełnił funkcję warowni. W roku 1657 okoliczna ludność przetrwała w nim oblężenie tatarskie.
W połowie XVI w. pastorem parafii luterańskiej był Jan Toryłowicz-Batocki (Tortykowius). W 1740 roku było 1230 polskich i 510 niemieckich parafian, w 1806 było parafian 1245 polskich i 1085 niemieckich. Proporcje narodowościowe parafian zmieniły się w 1848 – polskich 77 i niemieckich 3342.
Na początku XVIII w. we wsi funkcjonował młyn wodny.
Szkoła w Węgielsztynie powstała wkrótce po reformacji, czyli po 1525 roku. W 1858 szkoła miała 2 nauczycieli i 101 uczniów, a w roku 1935 także 2 nauczycieli oraz 104 uczniów. Po II wojnie światowej szkoła podstawowa w Węgielsztynie utworzona została w roku 1946. W roku szkolnym 1966/67 była to szkoła ośmioklasowa.
W 1945 r. wieś została przyłączona do Polski.
Do sołectwa Węgielsztyn należą: Węgielsztyn i Różewiec.

## Zabytki
We wsi znajduje się zabytkowy, późnogotycki, orientowany kościół pw. św. Józefa z XV w., odnowiony i przebudowany w 1771. Budowla trójczłonowa, jednonawowa, z zakrystią i kruchtą, chór niski, poligonalny, sklepiony gwiaździście (prawdopodobnie starszy niż nawa), prezbiterium zamknięte szczytem schodkowym. Wieża z 1714, prawdopodobnie wybudowana na dawnych fundamentach, ozdobiona lekko zarysowanymi blendami i gzymsami, kryta czterospadowym dachem o wklęsłych płaszczyznach. Ołtarz barokowy, ambona bogato zdobiona z końca XVI w.
- Do zabytków zaliczany jest także dom z końca XVIII w (nr 10).
- Na południe od wsi znajduje się wzgórze Grodzisko (123 m n.p.m.) ze śladami pruskiego grodziska.